# Thomas Bürkholz
Thomas Bürkholz (* 26. Februar 1949) ist ein deutscher Musiker und Komponist.
Bürkholz studierte an der Bezirksmusikschule und der Musikhochschule in Leipzig. Er war viele Jahre als Komponist für Schauspielmusik freiberuflich am Leipziger Schauspielhaus und an anderen Theatern tätig. Außerdem spielte Bürkholz viele Jahre als populärer Rockmusiker mit eigenen Bands. Er war als Schlagzeuger Mitglied der 1967 wiedergegründeten Klaus Renft Combo, Leiter der Bürkholz-Formation und gehörte von 1975 bis 1985 der Band SET an. Seiner 1983 komponierten Sinfonie Die Säulen des Memnon, für die er mit dem Kritikerpreis des Journalistenverbandes ausgezeichnet wurde, folgten ein Oratorium, zwei weitere Sinfonien, eine Oper, zwei Ballette, ein Orgelzyklus und mehrere Kammermusikwerke. 
Seit 1985 ist Thomas Bürkholz auch als Dirigent, Regisseur und Autor am Theater, bei Multimediaproduktionen und bei Großveranstaltungen tätig. In seinem dramatischen Bühnenschaffen wendet Bürkholz sich vorrangig den Genres Musical und Rockoper zu. So entstanden bisher 17 mehrfach erfolgreich aufgeführte Werke für Theaterbühnen. 
Im Jahre 2000 wurde seine erste Oper Rheinsberger Maskerade uraufgeführt. Im Rahmen der Eröffnung des Schlosstheaters Rheinsberg dirigierte Hans-Peter Kirchberg das Werk. Die Uraufführung seines Musicals Der Zauberer von Oz fand im gleichen Jahr beim Theatersommer in Garmisch-Partenkirchen statt. Im Jahre 2004 trug Bürkholz die musikalische Verantwortung bei der Gala zur Neueröffnung des Berliner Olympiastadions. Im Jahre 2006 schrieb er im Auftrag des Volkstheaters Rostock die musikalische Bühnenfassung des Musicals Heisser Sommer nach dem populären gleichnamigen DEFA-Musikfilm, dessen Musik Gerd und Thomas Natschinski schrieben. Die Uraufführungsinszenierung im Sommer 2005/2006 in Rostock dirigierte er unter der Regie von Steffen Piontek.
Im Sommer 2009 dirigierte er die Berliner Neu-Produktion des Musicals Heisser Sommer in Berlin-Grünau/Regattastrecke und wurde Komponist und musikalischer Leiter für 2009 und 2010 bei den Vineta-Festspielen in Zinnowitz auf Usedom. Anfang des Jahres 2010 komponierte er die Musik für die Stücke Die Nadel der Cleopatra (Regie: Cordula Trantow) und Zebralla (Regie: Dieter Hallervorden) am Schlosspark Theater in Berlin-Steglitz.
Thomas Bürkholz ist Vizepräsident der Dramatiker Union und Mitglied des Beirates der Künstlersozialkasse, beim Deutschen Komponistenarchiv und der Franz-Grothe-Stiftung. 

## Werke
- Der Soldat und das Feuerzeug, Rockmusical für Kinder – Textbuch von Heinz-Martin Benecke – Uraufführung: 24. November 1979, Schauspielhaus Leipzig
- Rockballade Rockmusical – Textbuch von Andreas Knaup – Uraufführung: 9. Januar 1983, Schauspielhaus Leipzig
- Der gestiefelte Kater, musikalisches Märchen – Textbuch von Axel Poike nach den Brüdern Grimm – Uraufführung: 1. Dezember 1994, Theater Karlshorst, Berlin[1]